# マージェリー氷河

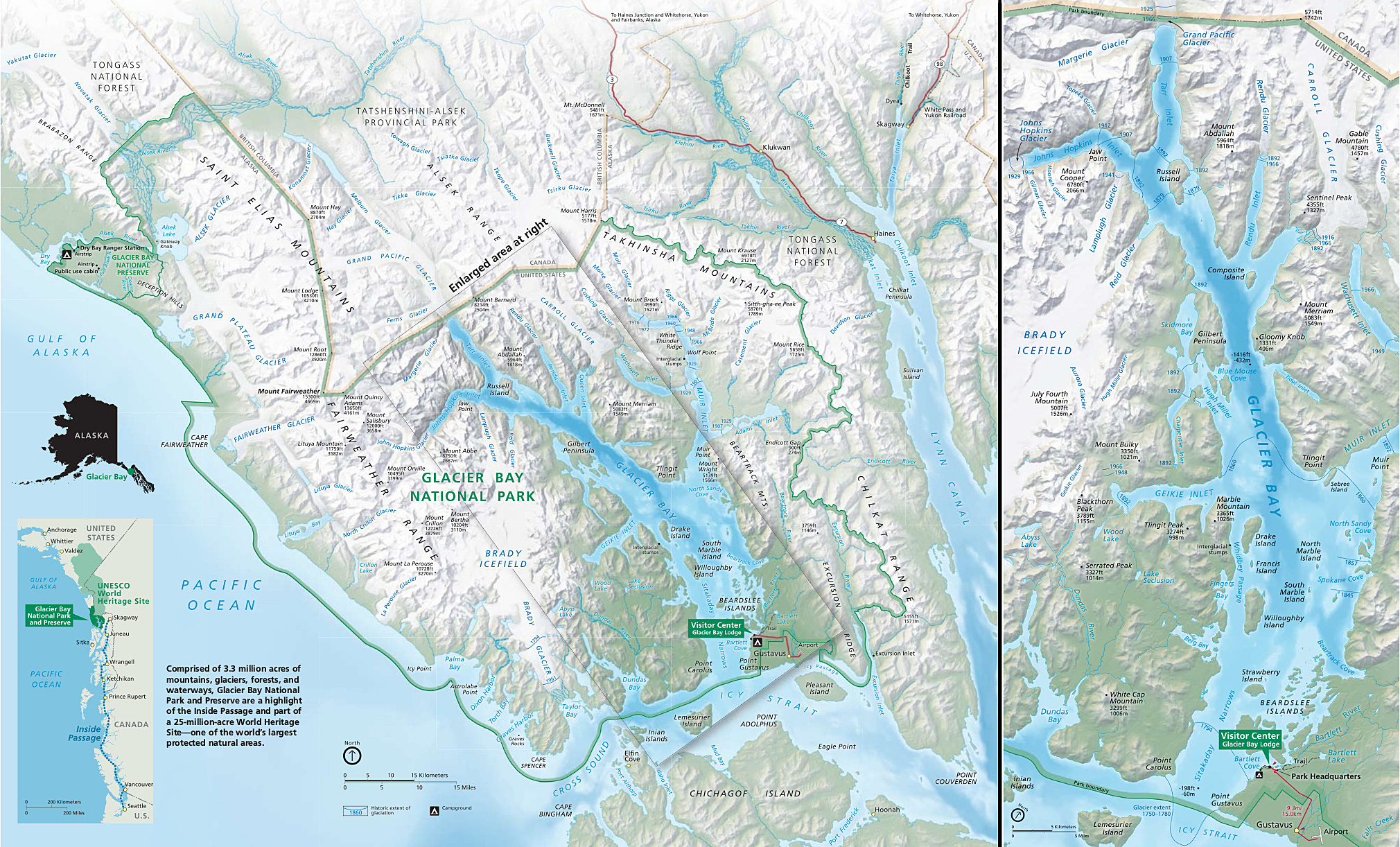
グレイシャーベイ国立公園の地図

マージェリー氷河（マージェリーひょうが、英語: Margerie Glacier）は、アメリカ合衆国アラスカ州沿岸低地帯にある全長34kmの氷河で、グレイシャー湾最奥のター入江に至る。グレイシャーベイ国立公園の端にあるこの氷河は、海抜3920m地点から谷を南東に下りアラスカ州がカナダと接するルート山の南面で北東に転じ、ター入江（Tarr Inletの末端に向かう。グレイシャー湾で最も頻繁に人々が訪れ、活動に満ちた氷河の一つである。
一帯は国立記念物（1925年）から国立公園（1980年）に格上げされ、また1986年のユネスコ世界生物保護区指定を経て1992年に世界遺産に登録される。この国立公園の海岸低地帯では過去数十年にわたり、一方でほとんどの氷河が後退していき、他方でジョンズ・ホプキンズ氷河が成長するなか、マージェリー氷河は成長も後退もせず安定している。
マージェリー氷河を下流端のター入り江から上流へたどると、34km先のルート山南面に行き着く。氷河の幅はおよそ1.6km、末端の厚みは海面下の30mを含めおよそ110mである。
1750年には巨大な単一の氷河で埋め尽くされたグレーシャー湾だったが、この数世紀にわたり平均気温の上昇と降雪量の減少を受け、現在では全長105kmのフィヨルドに変わり、いくつもの小さな氷河をかかえている。マージェリー氷河はこの湾の最北西端に位置し、グランドパシフィック氷河と直交する。
国立公園内は道路が整備されておらず、グレイシャー湾周辺の氷河へアクセスするには空路か船舶で近付くほかない。マージェリー氷河の末端は険しく切り立ち、クルーズ船や小さなツアーボートで氷塊分離に肉薄できる。

## 歴史
この氷河は1913年にこの地域を訪れたフランスの地質学者で地理学者エマニュエル・デュ・マルゲリーの名前にちなんで命名された。1794年にさかのぼると、ジョージ・バンクーバー大尉とその遠征隊が訪れたグレーシャー湾は完全に氷に覆われ、一行は幅32km、高さ1200mの氷壁に足止めされている。ジョン・ミューアが1879年に初めて訪れた氷河は後退し、77km短くなっていた。その後、氷壁は湾口から105kmまで後退し、かつてバンクーバーたちが見た巨大な氷の壁の姿はない。現在では湾に沿った小規模な入り江にマージェリー氷河など海岸低地帯の氷河が8つ残る。
グレイシャー湾の氷河は、約4000年前に始まった全体的な氷河の拡大期 — 小氷期 — の名残である。北アメリカ大陸に訪れた更新世のウィスコンシン氷期とは比べようもないものの、小氷期は1750年頃に最大期を迎えるまで氷を増やし、全体に後退期に転じる。氷の年間流量はマージェリー氷河で610m、日量に換算すると1.8mを記録したことがある。この数字は年間9mあまり（日量2.5cm）までじわじわと減りつづけ、1998年頃に一方で末端部の南側で毎年0.3mほど拡大を続けるのとは対照的に、他方で北側は小規模な閉じ込めを形成している。1990年代にグランドパシフィック氷河に接続したマージェリー氷河は、相手側の氷河が後退を始めると分離し、両者のあいだにモレーンが積み残された。

## 特徴

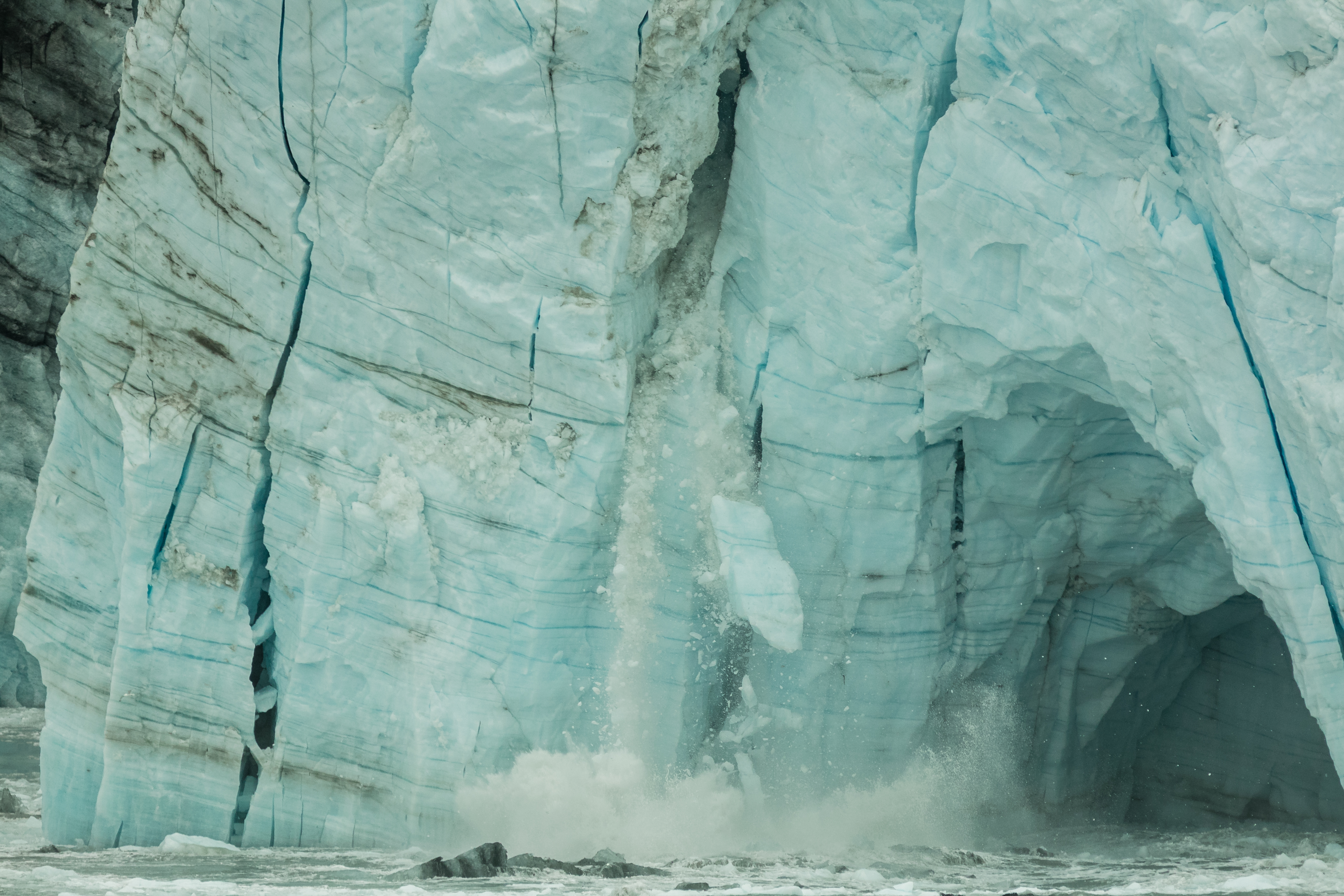
分離する氷塊 （記録動画）

湾内の8個と公園の太平洋沿岸域の3個と共に公園に残る11個の一つマージェリー氷河は、海岸低地帯の氷河に分類される。潮汐が全く一様でなければ、海岸低地帯の氷河は、終点が少なくとも海水が高い位置に来る氷河の一つである。マージェリー氷河と6個の氷河は、完全に潮汐に隠れる終点がある。マージェリー氷河は250フィート (76 m)が海上に100フィート (30 m)が海面下に隠れた全部で350フィート (110 m)の高さがある。多くの氷河同様に結局氷河の終点から排出される氷と融解した小川と共に土や石、大きい岩の合わさったものでできた曖昧な領域として現れるモレーンがある。氷河の氷は、光の赤や橙、黄色、緑の波長が吸収された結果青く、結果として氷河の頂点の融解水の水溜まりは、明るい青色となる。マージェリー氷河はマージェリー氷河の北東面に隣接するグランドパシフィック氷河よりゴミが少ないためにきれいな氷河である。ジョンズ・ホプキンズ氷河と共に氷を分離する点で最も活動的な氷河の一つでもある。氷河が分離することで氷が砕け溜まっていた空気が飛び出し氷が海中に崩落する際の騒々しいうなりで銃撃のような音を出している。氷河の下を流れる融解水流で発生する新鮮な水は、氷河の終点の中央部分から湧き出ている。このような地域は、ここで見付けられる魚を餌にする海鳥を引き寄せている。
岩盤地質学やグレイシャー湾の鉱物資源の研究で鉱物堆積物を含むとして区分けされた17地域からマージェリー氷河は銅堆積物を含むとして区分けされている。

## 植物相と動物相
マージェリー氷河は海岸低地帯の氷河や海岸線、フィヨルド、川、湖と共に333種の維管束植物や274種の鳥類、160種の魚類、41種の哺乳動物、3種の両生類を支える広く様々な海陸の風景を提供するグレーシャー湾国立公園の一部である。北極のアジサシ亜科やカモメがマージェリー氷河の岩に巣を作っている。この氷河が分離することでオキアミや小魚を混乱させ、鳥にとって理想的な場所になっている。ザトウクジラやハイイログマも時にこの氷河の近くで見られる。良く分かっていない力で徐々に氷河を移動する苔の群落の研究が、氷河ネズミでマージェリー氷河で行われている。

## 関連項目

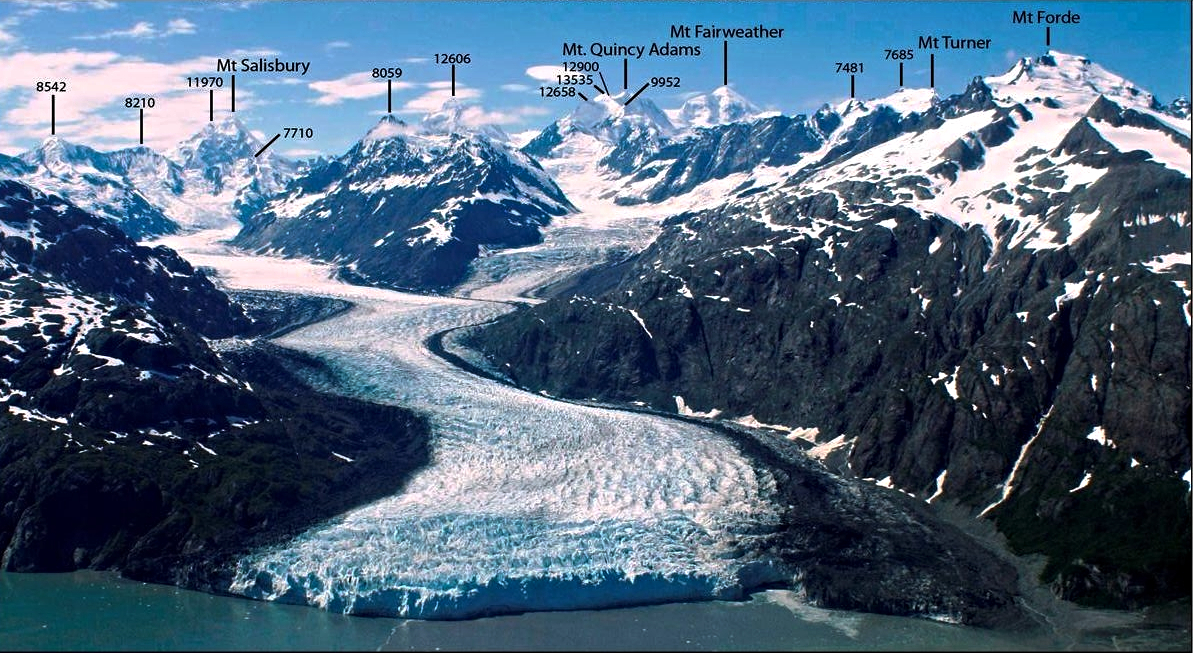
マージェリー氷河空撮写真

## 参照
1. 1 2  "Margerie Glacier". Geographic Names Information System. U.S. Geological Survey. {{cite web}}: Cite webテンプレートでは|access-date=引数が必須です。 (説明)
2. 1 2 3 4  “Glacier Bay- 2015 Fact Sheet” (pdf) (英語).   National Park Service. 2015年6月21日時点のオリジナルよりアーカイブ。2016年1月13日閲覧。
3. 1 2  Breen, Terry (2006-06-30) (英語). The Cruiser Friendly Onboard Guide to Alaska’s Inside Passage. Cruiser Friendly Guides. pp. 123–127. ISBN 0978766105.  オリジナルの2016-01-16時点におけるアーカイブ。 2016年1月16日閲覧。
4. 1 2 3 4  Lawson, Daniel E.. “An Overview of Selected Glaciers in Glacier Bay” (pdf).   National park Service. pp. 1–4. 2016年1月8日時点のオリジナルよりアーカイブ。2016年1月15日閲覧。
5. 1 2  “Glacier Bay” (英語).   National Park Service. 2016年1月15日時点のオリジナルよりアーカイブ。2016年1月15日閲覧。
6. ↑  “Climate Change” (英語).   National Park Service (2016年1月15日). 2015年11月19日時点のオリジナルよりアーカイブ。2016年1月15日閲覧。
7. ↑  “History and Culture” (英語).   National Park Service (2016年1月15日). 2015年12月19日時点のオリジナルよりアーカイブ。2016年1月15日閲覧。
8. 1 2  Breen, p. 124.
9. ↑  “Nature” (英語).   National Park Service (2016年1月15日). 2015年12月8日時点のオリジナルよりアーカイブ。2016年1月15日閲覧。
10. 1 2  Kurtz, Rick S. (1995年). “Glacier Bay National Park and Reserve Historic Resource Study” (pdf) (英語).   National Park Service, Alaska System Support Office. 2014年10月14日時点のオリジナルよりアーカイブ。2016年1月15日閲覧。
11. 1 2  “Glaciers with Water Termini 2010”.   National Park Service (2010年1月1日). 2015年10月12日時点のオリジナルよりアーカイブ。2016年1月15日閲覧。
12. ↑  Breen, p. 122.
13. 1 2 3  “Glaciers / Glacial Features”.   National Park Service (2016年1月16日). 2015年12月7日時点のオリジナルよりアーカイブ。2016年1月16日閲覧。
14. ↑   Cruise Travel Apr 1990. Lakeside Publishing Co.. (1990). ISSN 0199-5111.  オリジナルの2016-01-16時点におけるアーカイブ。 2016年1月15日閲覧。
15. ↑  “The Scientific Adventure: Proceedings of the First Glacier Bay Symposium” (pdf).   Glacier Bay National Park and Preserve. p. 22 (23–26 September 1883). 2012年11月18日時点のオリジナルよりアーカイブ。2016年1月15日閲覧。
16. ↑  “Herd Of Fuzzy Green 'Glacier Mice' Baffles Scientists”. NPR. (2020年5月9日) 2020年5月25日閲覧。